# Liparetrus discipennis
Liparetrus discipennis är en skalbaggsart som beskrevs av Guérin-Méneville 1830. Liparetrus discipennis ingår i släktet Liparetrus och familjen Melolonthidae. Inga underarter finns listade i Catalogue of Life.